# Thomas Duus
Thomas Duus er en dansk trommeslager. 
Duus medvirkede ved Dr. Dantes teaterkoncert Gasolin' i 1994 og medvirkede også på Gasolin' tributalbummet Langebro fra 1995. 
Han medvirkede på Love Shops album Billeder af verden fra 1994 og har spillet med bandet siden. Udover samarbejdet med Love Shop har Duus medvirket på indspilninger med bl.a. Elisabeth Gjerluff Nielsen, James Sampson, Laid Back, Morten Woods og Dicte & The Sugar Bones. Har har tillige medvirket på soloalbum fra Love Shop-medlemmerne Henrik Hall og Mika Vandborg. 